# Дитячий монітор

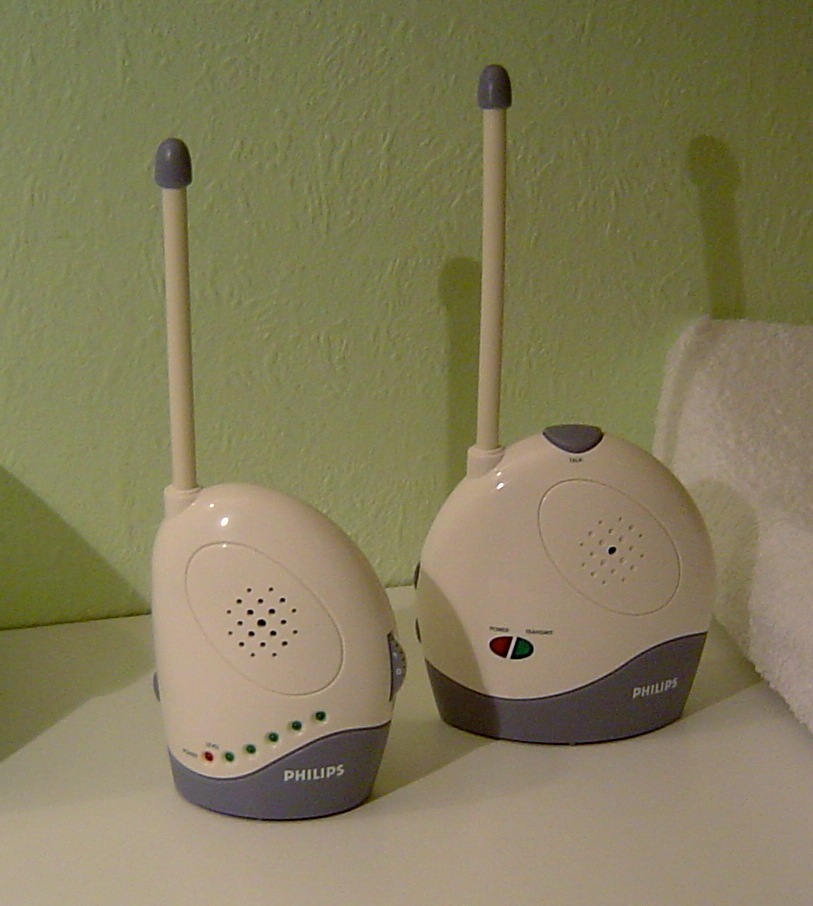
Дитячий аудіомонітор (радіоняня)

Цифровий дитячий відеомонітор

Дитячий монітор (англ. baby monitor) — радіосистема для віддаленого прослуховування звуків, які видають немовлята.
Аудіомонітор (їх часто називають «радіоняня») — передавальний пристрій, оснащений мікрофоном, який розміщують поряд із немовлям. Він передає звуки радіохвилями на приймальний пристрій із гучномовцем, який носить із собою або тримає поруч людина, яка доглядає дитину. Деякі дитячі монітори забезпечують двосторонній зв'язок, що дозволяє доглядальнику говорити з дитиною. Деякі моделі дають змогу програвати для дитини музику. Монітор, оснащений відеокамерою, іноді називають «відеоняня».
Одне з основних призначень дитячих моніторів полягає в тому, що він дає змогу доглядальнику почути, коли дитина прокидається, перебуваючи за межами зони чутності. Попри часте застосування, свідчення того, що ці монітори запобігають синдрому раптової дитячої смерті, відсутні, і багато лікарів вважають, що монітори лише дають хибне почуття безпеки.
Першим дитячим монітором був «Radio Nurse», створений 1937 року.

## Дитячі відеомонітори (відеоняні)
Деякі дитячі монітори мають відеокамеру для показу зображень на приймальному пристрої, підключеному до телевізора або оснащеному рідкокристалічним екраном. Є моделі, в яких камеру можна повертати по горизонталі та вертикалі за допомогою сервоприводу. Зовні такий пристрій нагадує IP-камеру відеоспостереження і оснащений акумулятором для автономного живлення в разі вимкнення електроенергії.
Більшість відеонянь завдяки функції «нічного бачення» здатні працювати і вночі, за низького рівня освітленості. Освітлення інфрачервоними світлодіодами, розташованими спереду камери навколо об'єктива, дозволяє бачити немовля та обстановку в темній кімнаті. Як правило, відеомонітори з функцією нічного бачення, завдяки фоторезистору, із настанням темряви автоматично перемикаються в цей режим.

## Монітори з датчиками руху
Такі монітори оснащені сенсорною площадкою, яку для виявлення рухів поміщають під матрац дитячого ліжечка. Якщо рухи припиняються більш ніж на 20 секунд, лунає звуковий сигнал.

## Дротові та бездротові пристрої
Здебільшого дитячі монітори використовують бездротовий зв'язок, але є й моделі, що передають сигнал через дроти або побутові лінії електропередачі, наприклад, за стандартом X10.[джерело?]
Бездротові системи використовують радіочастоти, виділені для використання, яке не вимагає ліцензії. Наприклад, у Північній Америці доступні частоти в діапазонах 49 МГц, 902 МГц або 2,4 ГГц. Хоча ці частоти не призначені для потужних телевізійних або радіопередавачів, можливі перешкоди від інших бездротових пристроїв, таких як радіотелефони, радіокеровані іграшки, бездротові комп'ютерні мережі, радари, інтелектуальні лічильники та мікрохвильові печі.

## Смартфон як дитячий монітор
Застосунки для смартфонів, такі як "Baby Monitor 3G" або "Baby Monitor & Alarm" дають користувачеві змогу застосовувати як дитячий монітор інший оснащений камерою пристрій (смартфон, планшетний комп'ютер тощо). Альтернативою є апаратні монітори, такі як Withings або BabyPing, які забезпечують передавання через Wi-Fi зображення з їхньої камери на спеціалізований застосунок на смартфоні або планшеті. Такі пристрої, як правило, мають більше функцій та надійніші.

## Інші можливості
Портативні приймачі, що працюють на батарейках, можна переносити. Передавач залишається поруч із дитячим ліжечком і зазвичай підключається до домашньої електромережі. У комплект деяких дитячих моніторів входять два приймачі.
Звуковий сигнал на приймачах дитячих моніторів може дублюватися візуальним сигналом, що дозволяє використовувати пристрій там, де звукові сигнали небажані. Деякі приймачі мають режим вібраційного сигналу, що особливо зручно для людей із вадами слуху.
Системи з кількома передавачами можна використовувати для стеження одночасно за кількома кімнатами в будинку.
Нові моделі дитячих моніторів часто оснащують датчиками температури.
У деяких дитячих моніторах є функція запису фотографій на карту пам'яті microSD.

## Стандарти
Щоб запобігти можливості задушення через заплутування немовляти у проводах дитячого монітора, розроблено добровільний міжнародний стандарт ASTM International F2951. Він включає вимоги до цифрових аудіо-, відеомоніторів та моніторів із датчиками руху.